# ダイタ
株式会社ダイタは山梨県甲府市にある不動産賃貸業を営む企業である。

## 沿革
歴史は古く、1697年（元禄10年）に初代中込太右衛門が甲斐国で不動産および金融業を開始したのが始まり。その後明治時代に中央本線が開通したのを機に石油、石炭、自動車販売など多角化を進める。1963年（昭和38年）に不動産業に特化するためそれまでの中込商店から中込産業株式会社に改組、1976年（昭和51年）に株式会社ダイタへ商号変更し、現在に至る。

## 建物一覧
- ダイタビル - 山梨県甲府市丸の内2-14-13

1971年（昭和46年）竣工、地上6階建。本社のほか、2009年（平成21年）3月より1階部分に山梨県地域整備公社が入居する。
- CROSS500 - 山梨県甲府市丸の内2-2-1

2020年（令和2年）2月竣工。平和通り沿いに建設された地上5階建ビルでコワーキングスペースを有する。
- 東横イン甲府駅南口II（旧・東横イン甲府駅前店） - 山梨県甲府市丸の内2-3-2
- その他各種マンション、商業施設、駐車場など

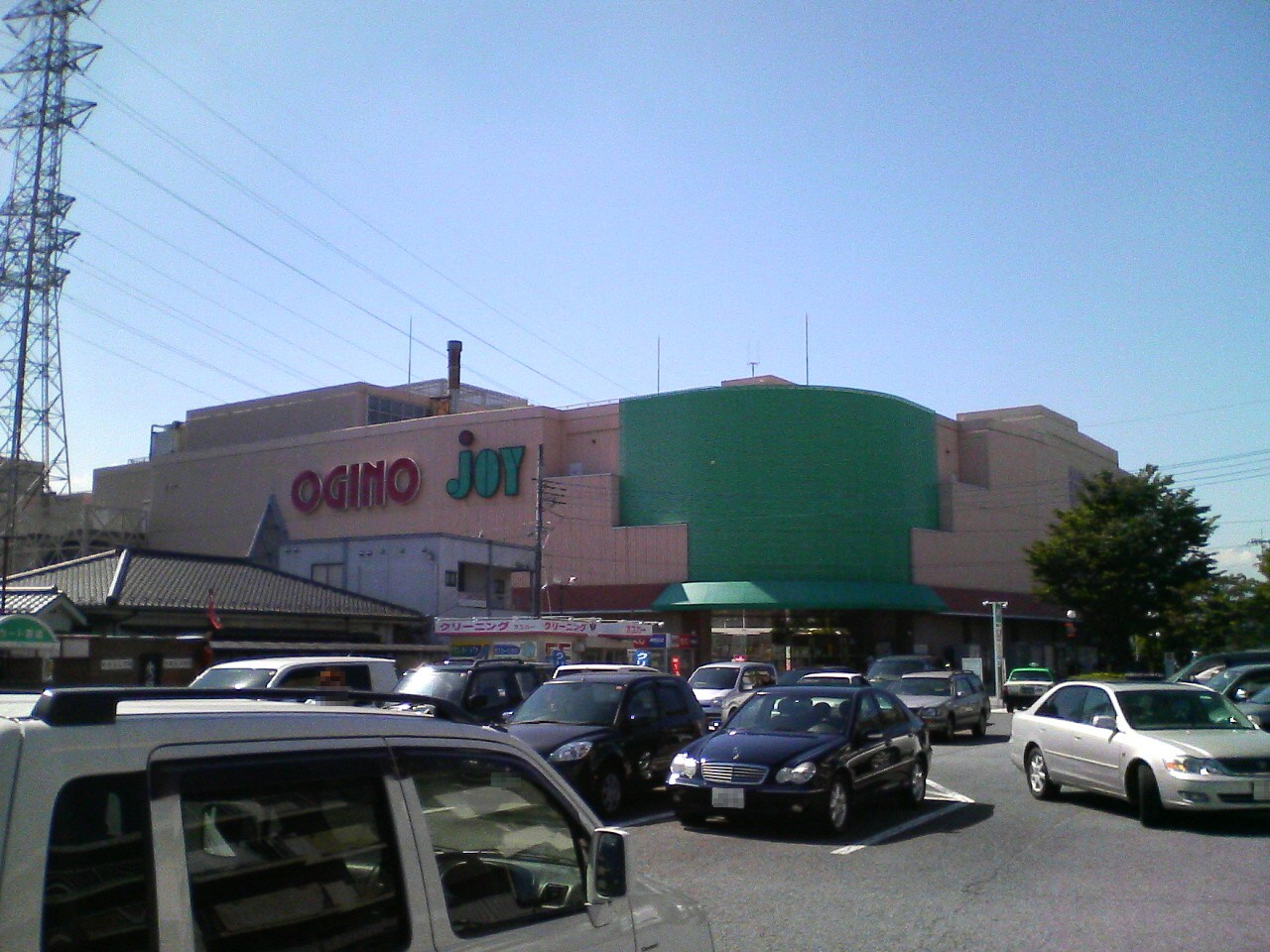
オギノ昭和ショッピングモール（現存せず）
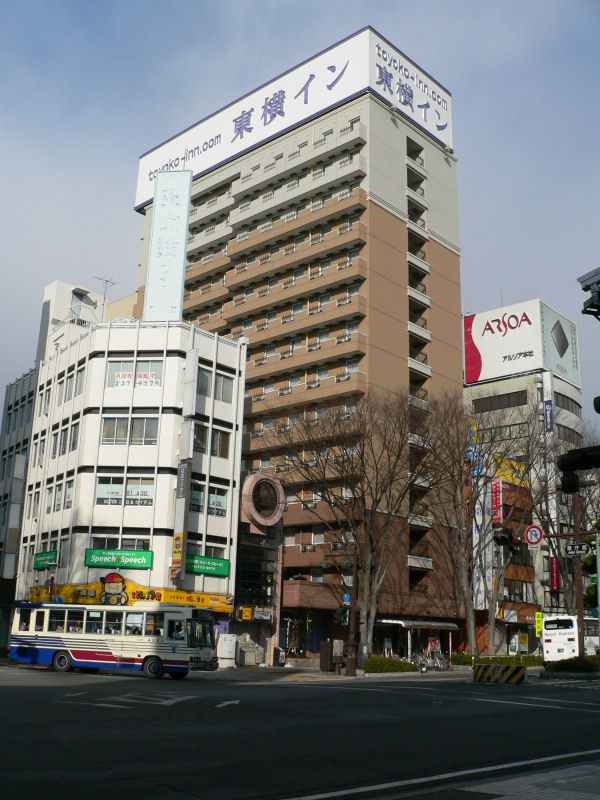
東横イン甲府駅南口II
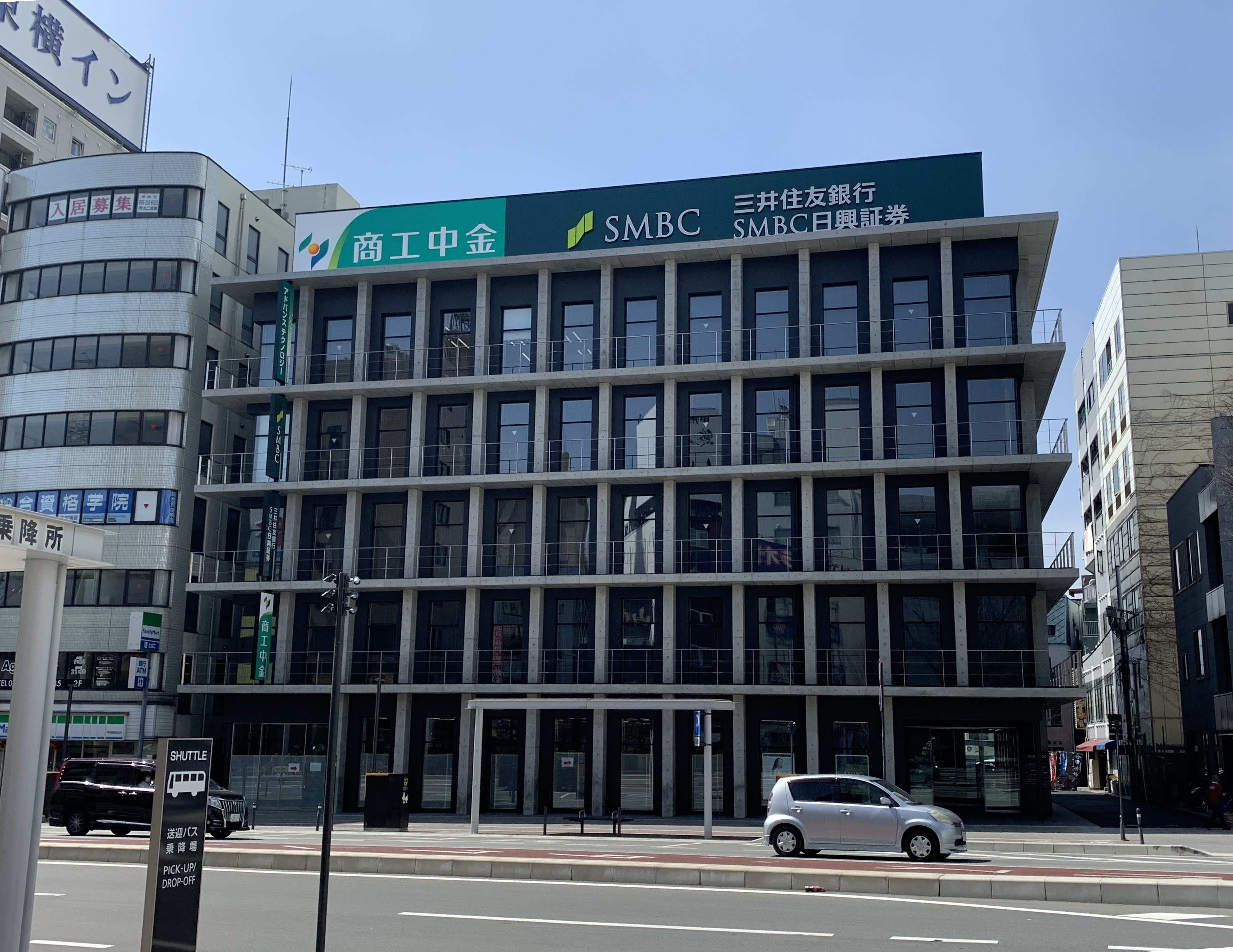
CROSS500

## 関連会社
- 株式会社AO - 主に飲食店・美容院を運営。旧・株式会社ダイタリビング（2023年7月に現社名に変更）。

### かつて存在した関連会社
- 株式会社ダイタフードサービス（2018年9月にダイタリビングに吸収合併[1]）
- 株式会社BASE（同上）
- ダイタ興業株式会社（2017年3月に清算結了）
- 株式会社ダイタフーズ（同上）